# Turhan Selçuk
Turhan Selçuk (Milas, 30 luglio 1922 – Istanbul, 11 marzo 2010) è stato un fumettista turco, celebre per le sue vignette satiriche. Era soprannominato il Picasso turco della caricatura per il suo particolare stile.
La sua prima vignetta fu pubblicata nel 1941. Nel 1943 fondò il foglio umoristico Akbaba, mentre la prima esposizione delle sue opere risale al 1951.
Nel 1952 fondò col fratello İlhan la rivista satirica 41Buçuk, seguita un anno dopo da Karikatür e nel 1954 dal primo libro The Turhan Selçuk Cartoons Album. In quello stesso anno cominciò a collaborare con il Milliyet, fino al 1969, quando tornò ad Istanbul dove lavorò per il quotidiano Akşam. Dal 1972 collaborò con il Cumhuriyet, dove il fratello era redattore capo.
La sua opera più nota è la striscia Abdul Canbaz, e sue opere sono esposte in musei negli Stati Uniti, in Italia, in Canada, in Polonia, in Bulgaria, in Svizzera, oltre che in patria.